# Nyord
Nyord es una isla de Dinamarca, situada justo al norte de Møn, en el mar Báltico.

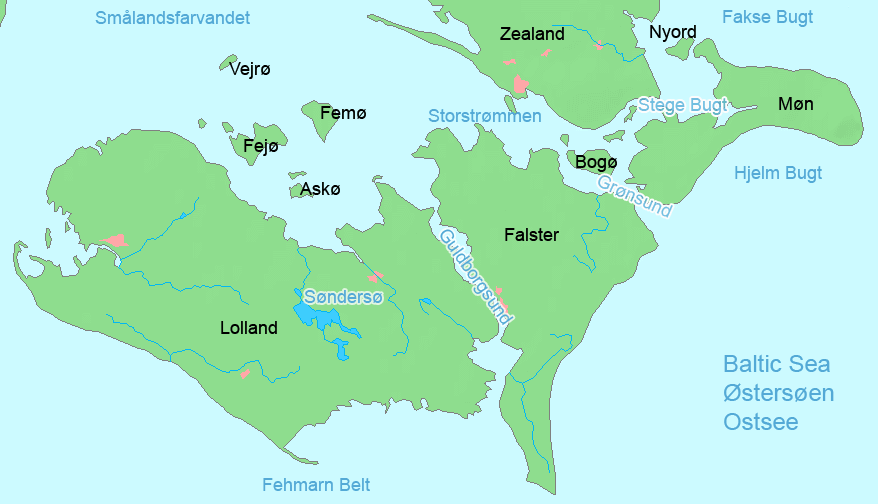
Nyord entre Møn y Selandia.

Nyord cubre un área de aproximadamente 5 km², de los que solo 1,2 km² son cultivables.
Se puede llegar a la isla a través de un estrecho puente desde la isla de Møn. El puente fue construido en 1968.